# Masafumi Takada
Masafumi Takada (高田 雅史?, Takada Masafumi; Inuyama, 2 agosto 1970) è un compositore giapponese.
Ha lavorato con Gōichi Suda per Grasshopper Manufacture ed è autore di numerose composizioni per videogiochi tra cui Killer7, Super Smash Bros. Brawl, God Hand e Resident Evil: The Umbrella Chronicles. Ha inoltre collaborato alla serie Danganronpa.